# ديك راي (رسام)
ديك راي (بالإنجليزية: Dick Wray)‏ هو رسام أمريكي، ولد في 5 ديسمبر 1933، وتوفي في 9 يناير 2011.